# Peléiny vlasy

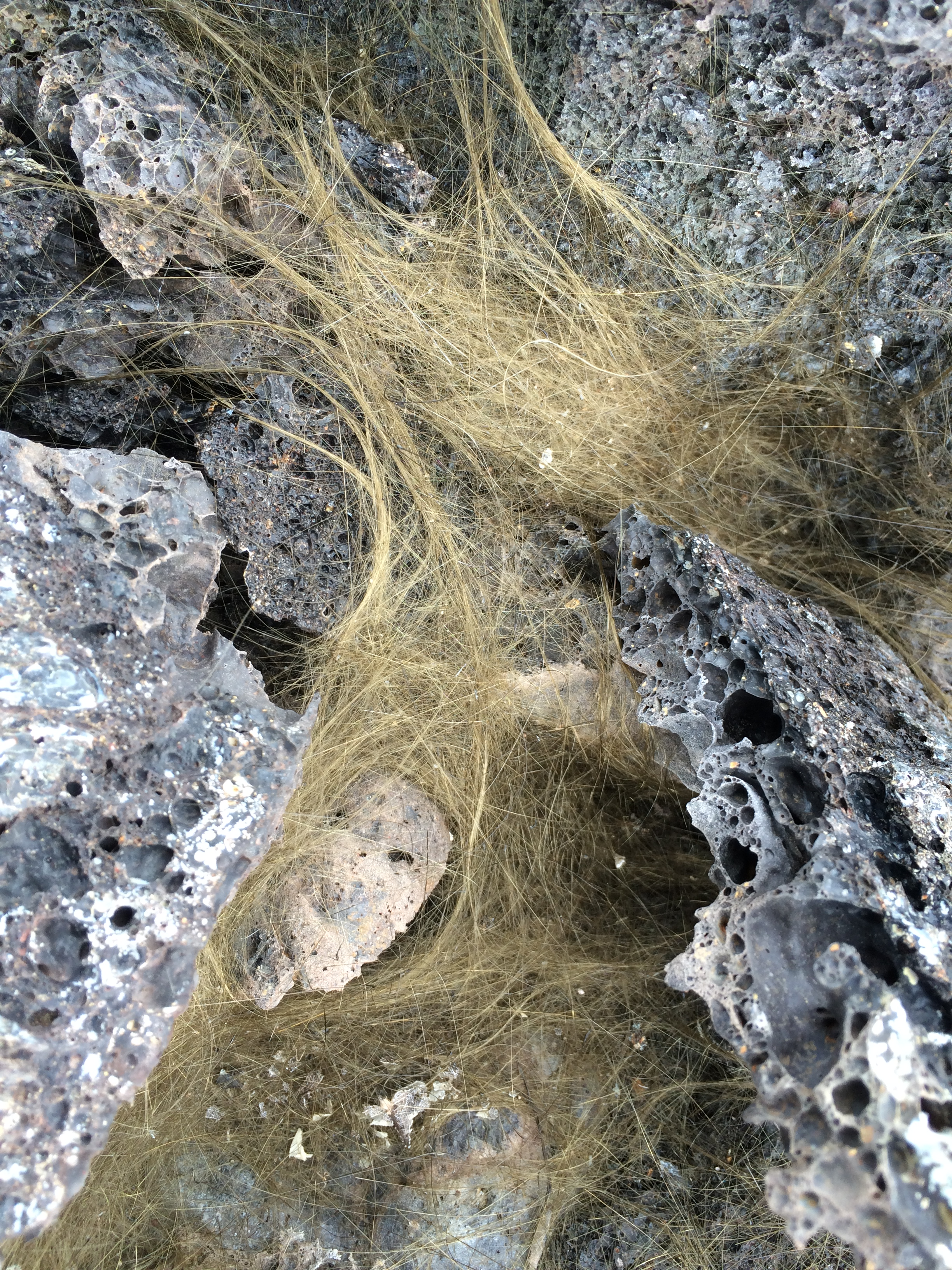
Chomáč Peléiných vlasů.

Peléiny vlasy (havajsky lauoho o Pele) nebo také vlasy bohyně Pelé, vlasy Pelé jsou specifickým typem čedičového sopečného skla ve formě tenkých vláken, vznikající za určitých podmínek během výlevných sopečných erupcí. Jejich shluk zdánlivě připomíná chomáče vlasů. Jsou přírodní variantou průmyslově vyráběné minerální vaty. Nesou jméno po havajské bohyni sopek Pelé.
První písemné zmínky pochází z havajských novin 18. století. V roce 1840 je na sopce Kilauea poprvé popsal americký geolog James Dwight Dana.
Na Islandu se nazývají nornahár (v překladu čarodějnické vlasy).

## Vznik

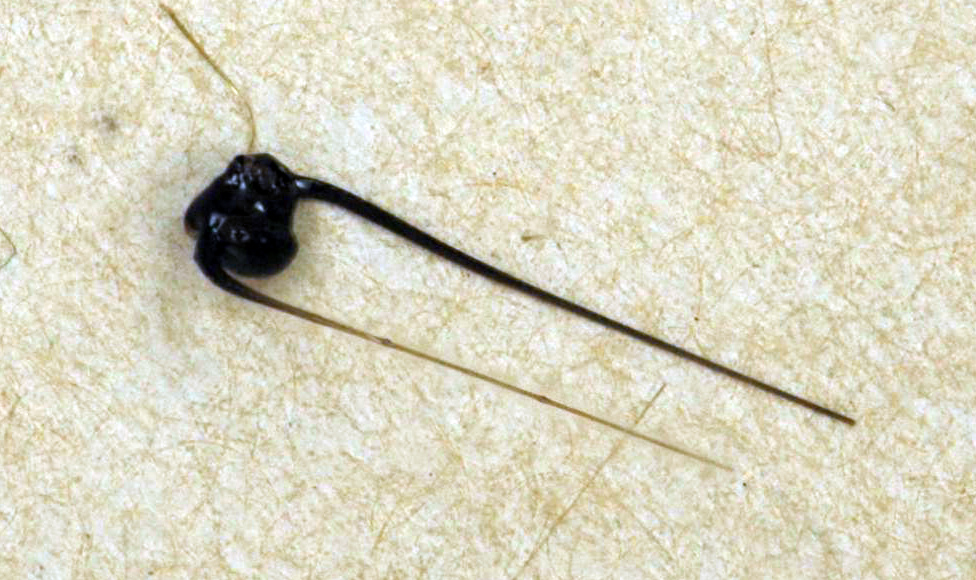
Dvě vlákna Peléiných vlasů, vybíhající z Peléiny slzy.

Peléiny vlasy vznikají během efuzivních erupcí, produkující málo viskózní čedičovou horninu, prostřednictvím lávových fontán, lávových kaskád („lávopádů“), lávových proudů s turbulentním prouděním nebo lávových jezer. Drobné kousky vymrštěné taveniny (o teplotě zhruba 1 160 °C) jsou ve vzduchu dokonalé natahovány větrnými poryvy do podoby dlouhých vláken, které následně rychle zchladnou a utuhnou.  
Tvoří se pouze za velmi specifických podmínek, které jsou nejlépe splňovány především u havajských sopek. Pokud je láva příliš lepivá a viskózní, nejsou drobné kousky schopné se dostatečně natáhnout, aby se zformovalo vlákno. Proto se tvoří pouze na sopkách, které produkují málo viskózní lávu. Jestliže je však roztavená hornina až příliš tekutá, tak se místo nich utvoří pouze Peléiny slzy. Vlákna se rovněž nezformují, pokud rychlost větru není dostatečná. Důležitou roli představuje také teplota vzduchu. Příliš rychlé ochlazování vede k rozbití vlákna na drobné kousky. Je-li okolní teplota příliš vysoká, vznikají Peléiny slzy.

## Popis

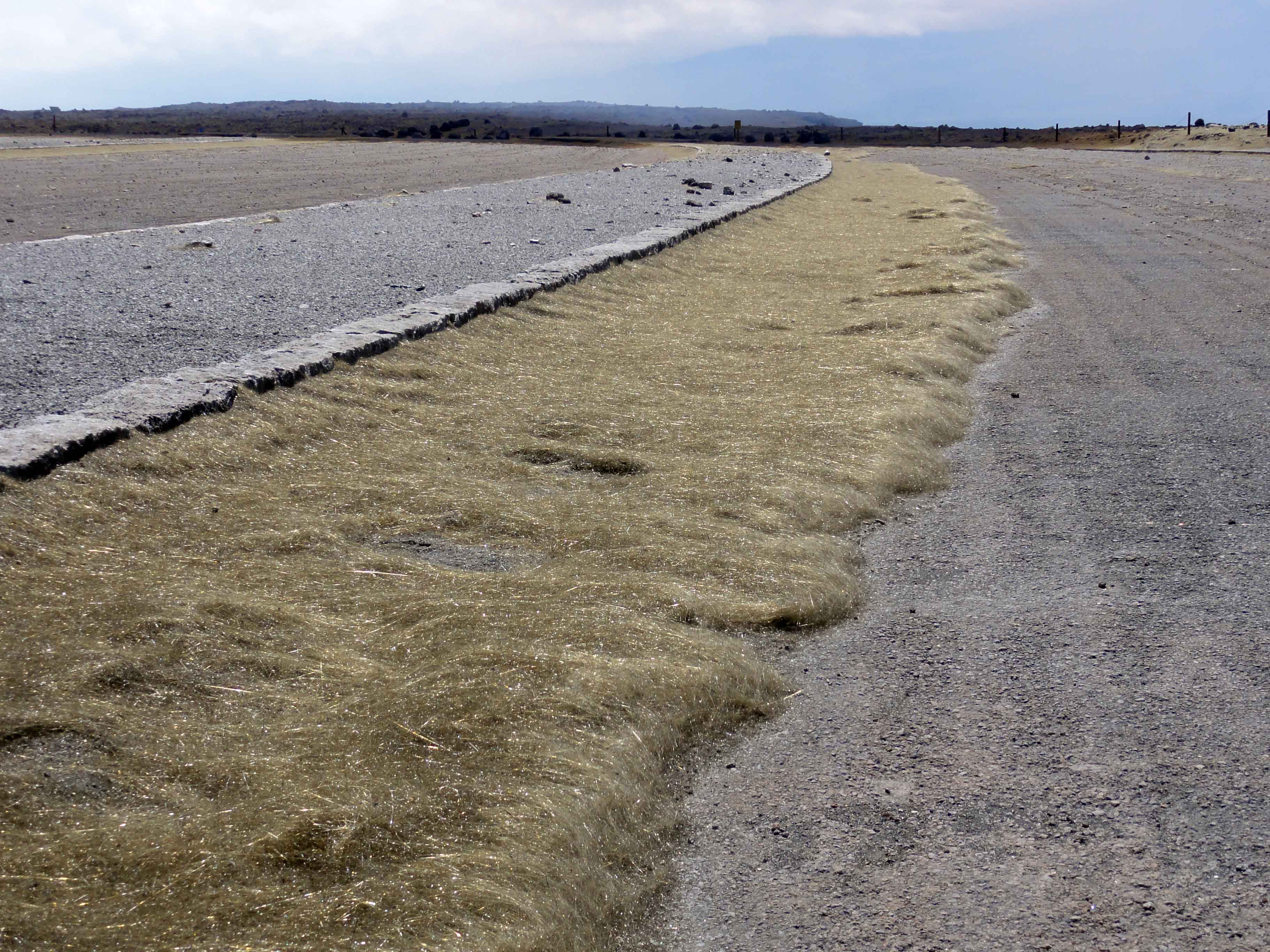
Větrem nahromaděná vlákna do asi metr širokého pásu nedaleko kráteru Halemaʻumaʻu na Havaji.

Peléiny vlasy mají zlatavou barvu a vypadají jako lidské vlasy nebo suchá sláma. Díky lesklému povrchu se za slunečného dne třpytí. Délka vláken se značně liší, ale obvykle se pohybuje od 5 do 15 cm, výjimečně až 2 m. Průměr je v rozmezí 1 do 300 µm (0,001 až 0,3 mm). Pro srovnání: průměr lidského vlasu se pohybuje od 18 do 180 µm. Jsou velmi lehké, proto je vítr často unáší vysoko do vzduchu a do míst, vzdálených několik kilometrů od místa jejich zformování. Dají se tak nalézt na vyvýšených místech (koruny stromů, rádiové antény a elektrické sloupy), v roklích nebo na návětrné straně překážek. Vlivem své křehkosti se postupem času rozpadají, degradují a mění se v písek a prach. 

### Riziko
Při manipulaci s nimi by se měly nosit rukavice. Nedoporučuje se vláken dotýkat holými rukama, jelikož jsou velmi křehké, ostré a malé úlomky se mohou dostat do kůže. Při následné snaze o odstranění mají tendence snadno se lámat. Kvůli tomu taktéž představují riziko po zasažení očí.
Peléiny vlasy představují problém pro zemědělské oblasti. Vypěstované plodiny se stanou nevhodnými ke spotřebě. Na kontaminovaných polích se nemůže pást dobytek, neboť mu hrozí poškození trávicího ústrojí.

### Rozšíření
Peléiny vlasy se objevují u sopek jako Kilauea (Havaj), Etna (Itálie), Masaya (Nikaragua) a Piton de la Fournaise (Réunion). V minulosti při erupci struskového kuželu Mihara (Japonsko) v listopadu 1986 a při erupci Bárðarbungy (Island) v letech 2014–2015. 

## Galerie

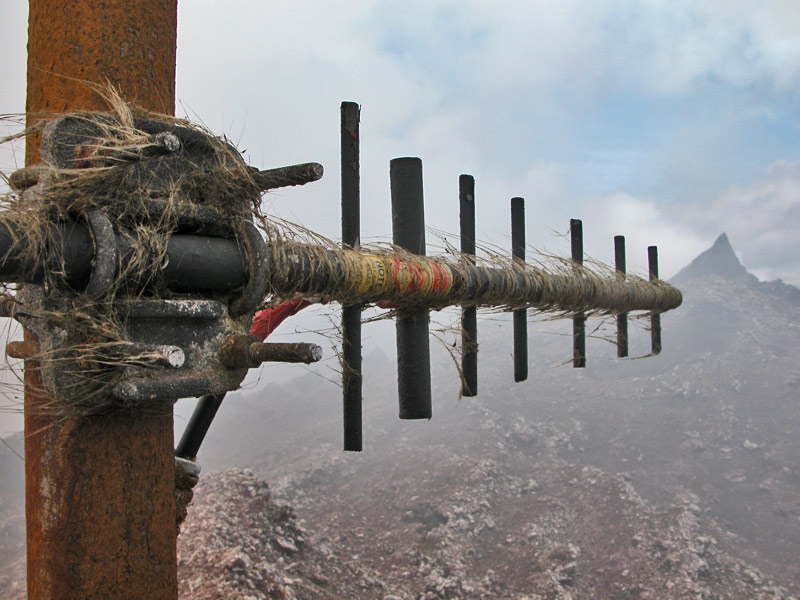
Zachycená vlákna na anténě meřící stanice u kuželu Puʻu ʻŌʻō na Havaji.
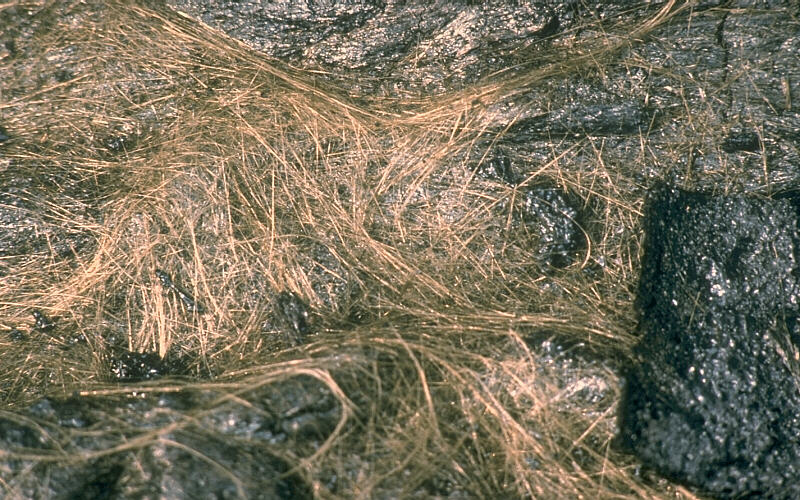
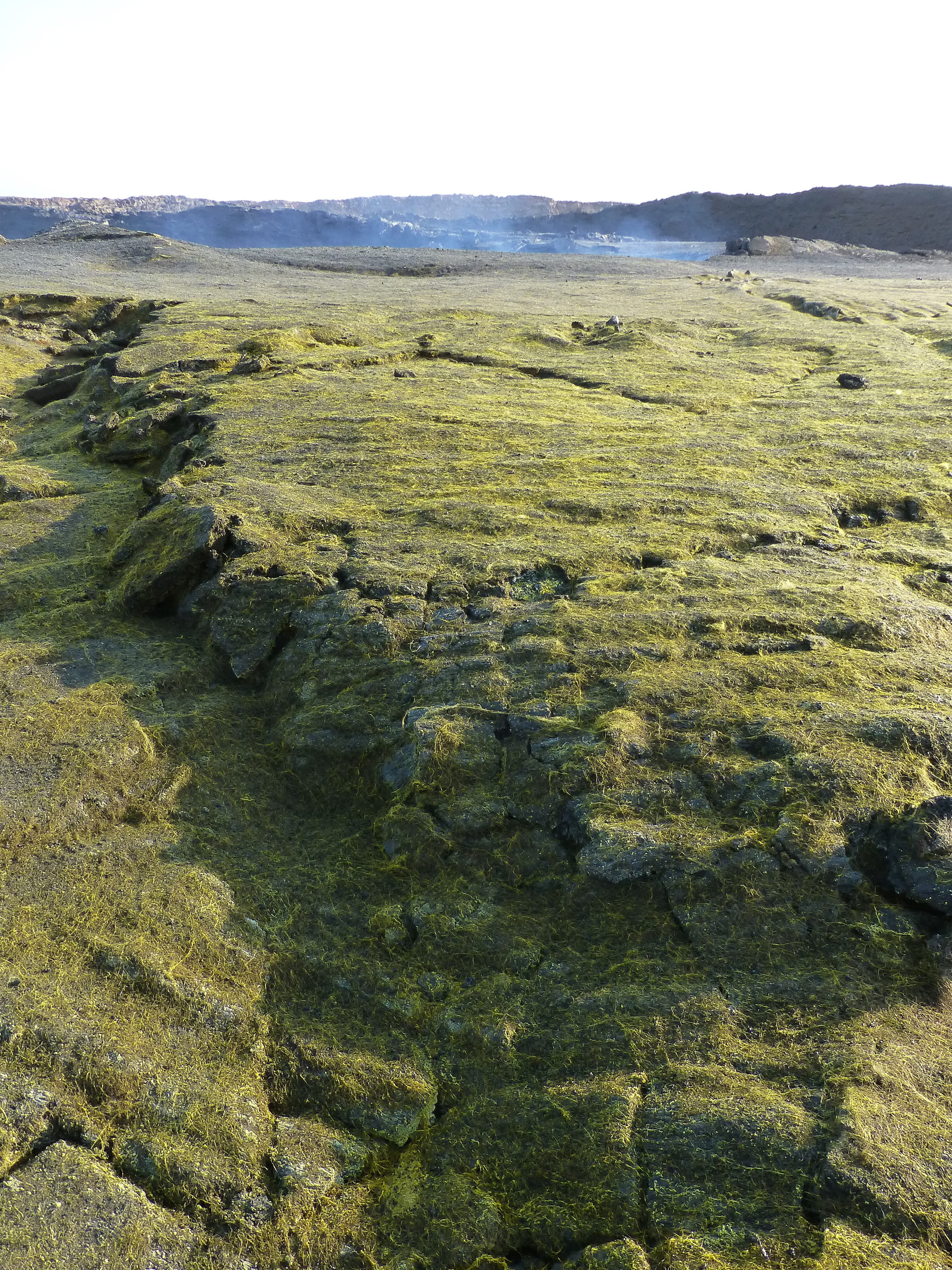
Etiopská sopka Erta Ale.
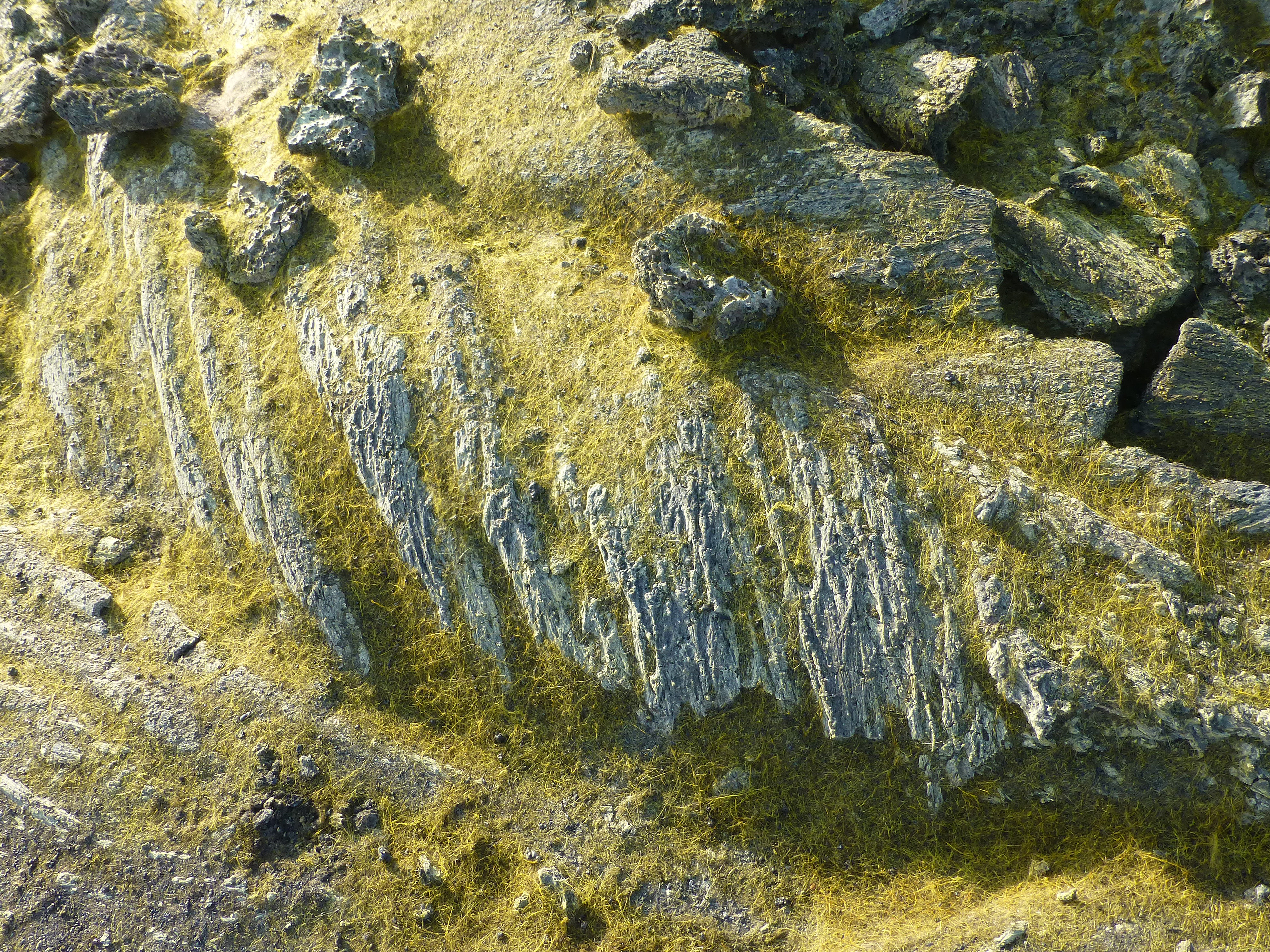
Erta Ale
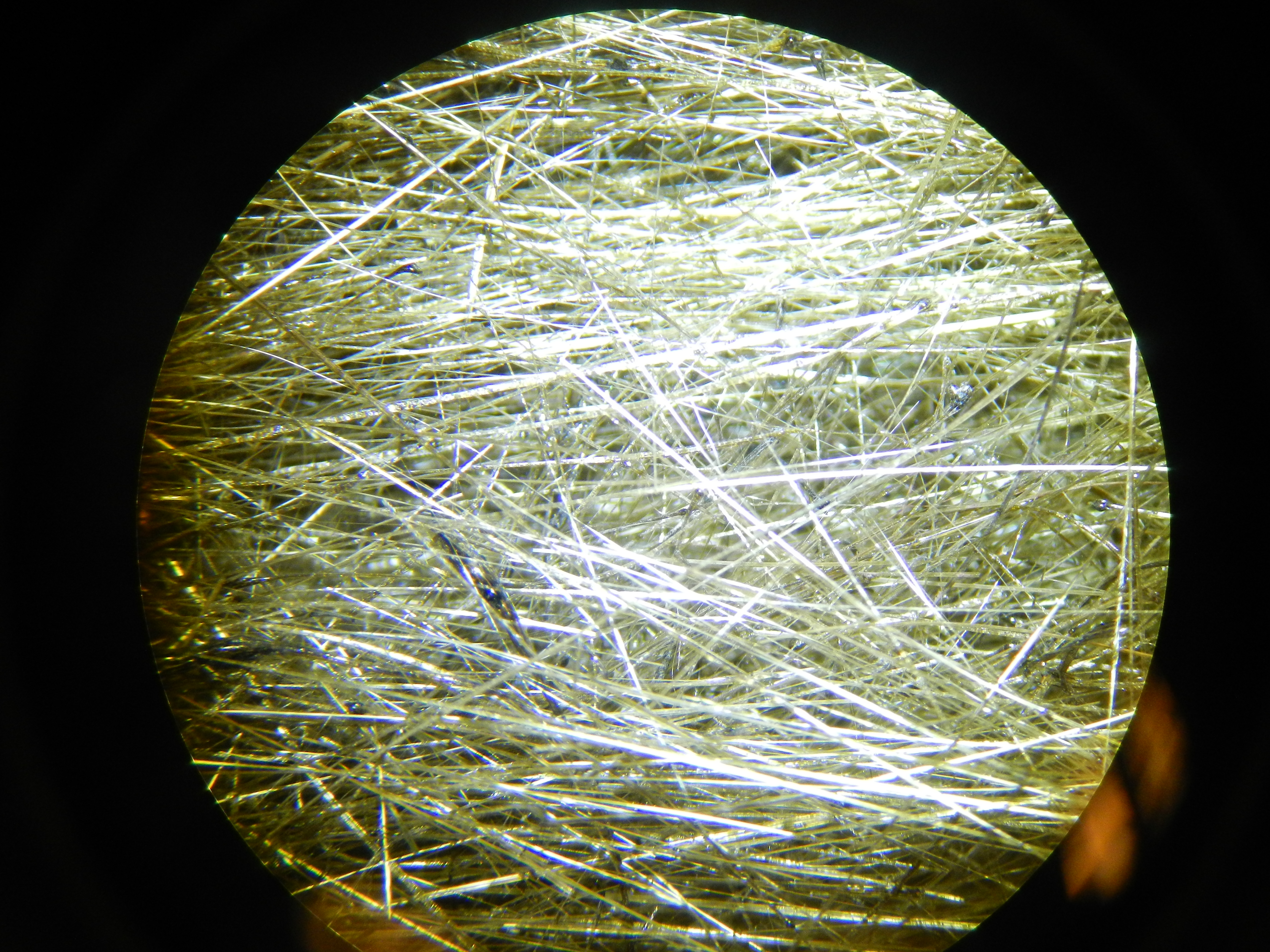
Pohled mikroskopem.
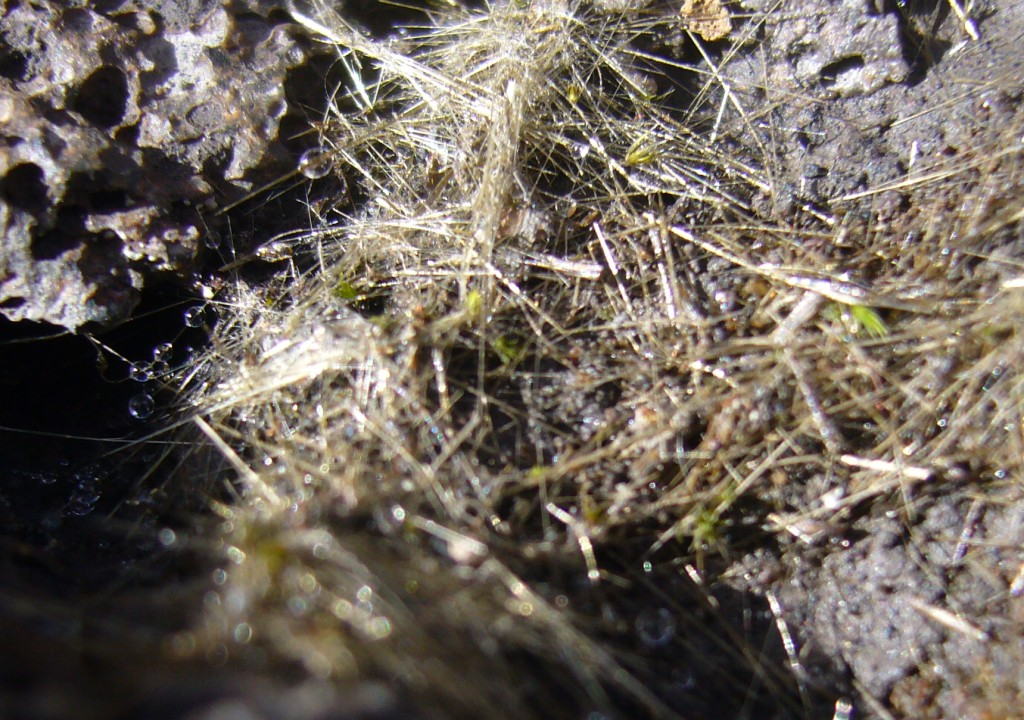
Detail vláken ze sopky Piton de la Fournaise.
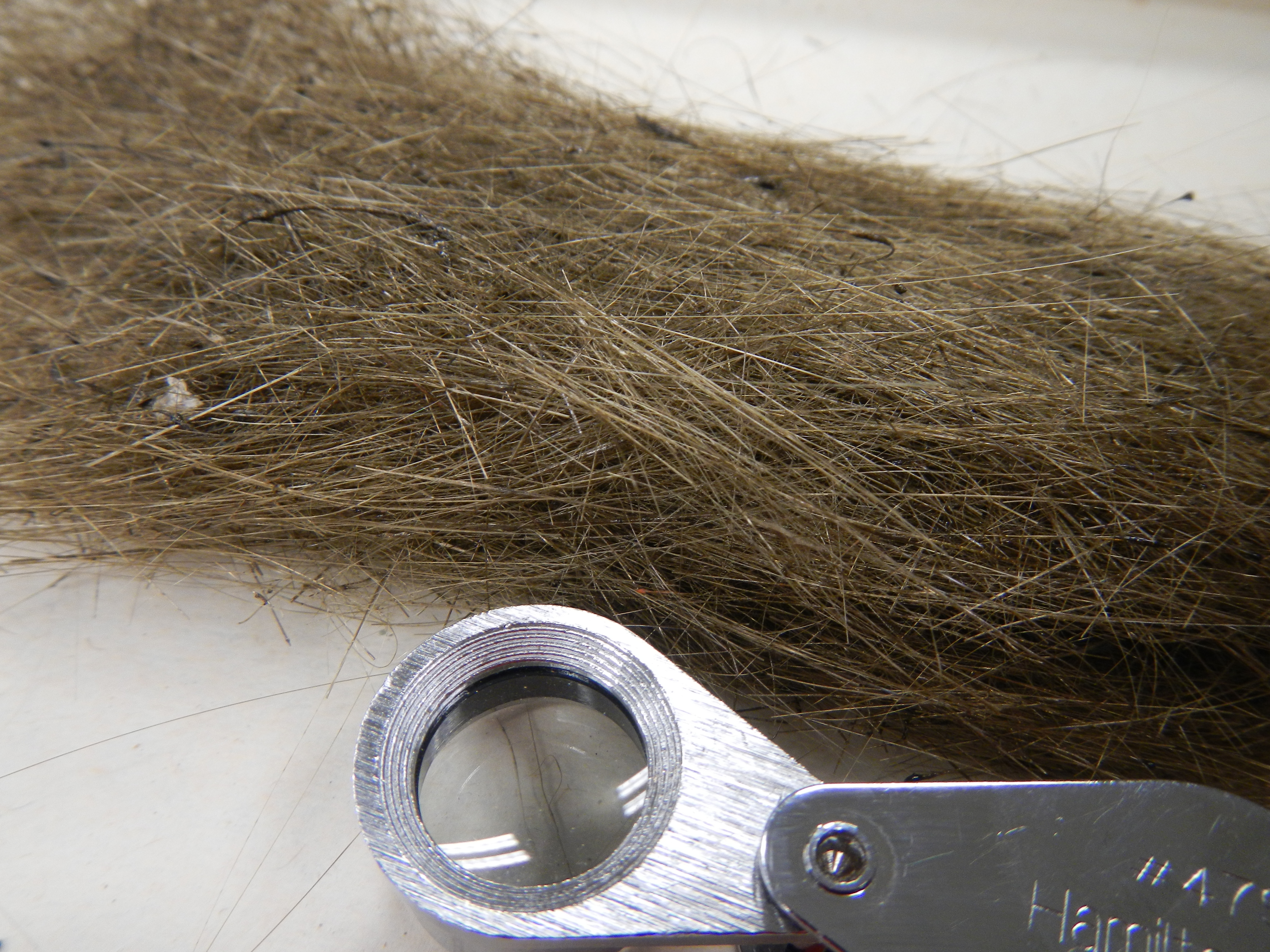
Chomáč v porovnání s lupou.
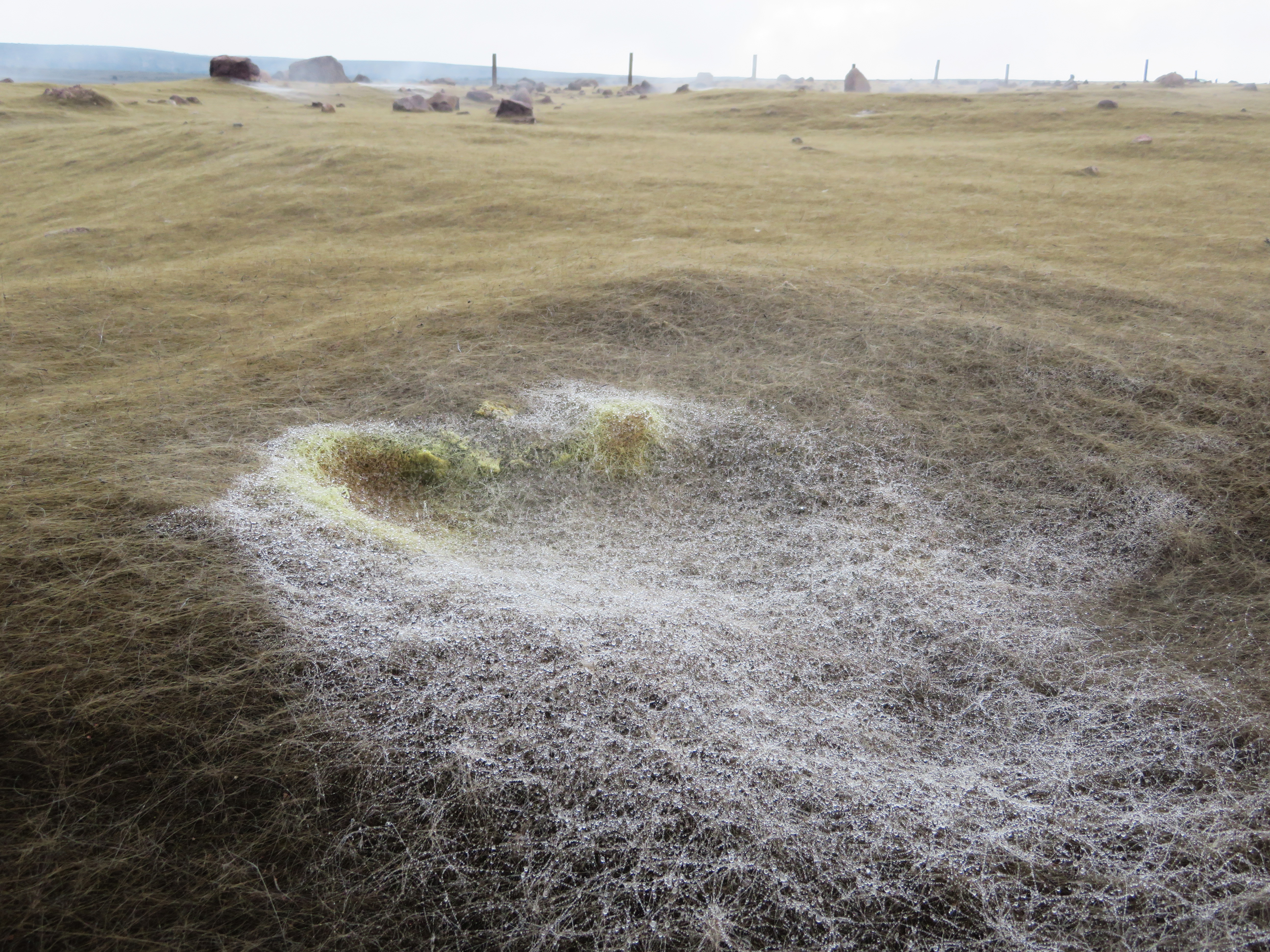
Zcela pokrytý povrch Peléiny vlasy na okraji kráteru Halemaʻumaʻu na Havaji.